# Secessionville-i ütközet
A secessionville-i ütközet (más néven az első James Island-i ütközet) az Amerikai polgárháború egyik ütközete, melyet 1862. június 16-án vívtak. A Port Royal-i ütközetet követően az Uniós hadvezetés 1862 elején elhatározta, hogy megtámadja a polgárháború kirobbantásáért felelős Charleston városát. Kapóra jött, mikor egy szökött rabszolga, Robert Smalls nagyon fontos információkat szolgáltatott a konföderációs védelem állapotáról. Kb. egy hónapnyi előzetes készülődés után megindították a műveletet. Az uniós naszádokat és uszályokat vont össze, majd az Edisto-sziget és a Johns-sziget megszállásával felvonult a James-sziget déli felén. Az konföderációs erők ekkor még Torony-ütegnek, az ütközet után pedig Lamar-erődnek nevezett sáncainál megállították az Unió Charleston elfoglalására indított két hadosztály támadási kísérletét. Henry W. Benham dandártábornok kifejezetten felettese parancsával ellentétesen cselekedve indította meg a műveletet, ezért David Hunter vezérőrnagy leváltotta és hadbíróság elé állíttatta. Az uniós hadbíróság később felmentette Benhamet.

## Az ütközet előzményei

### A Konföderáció védelme

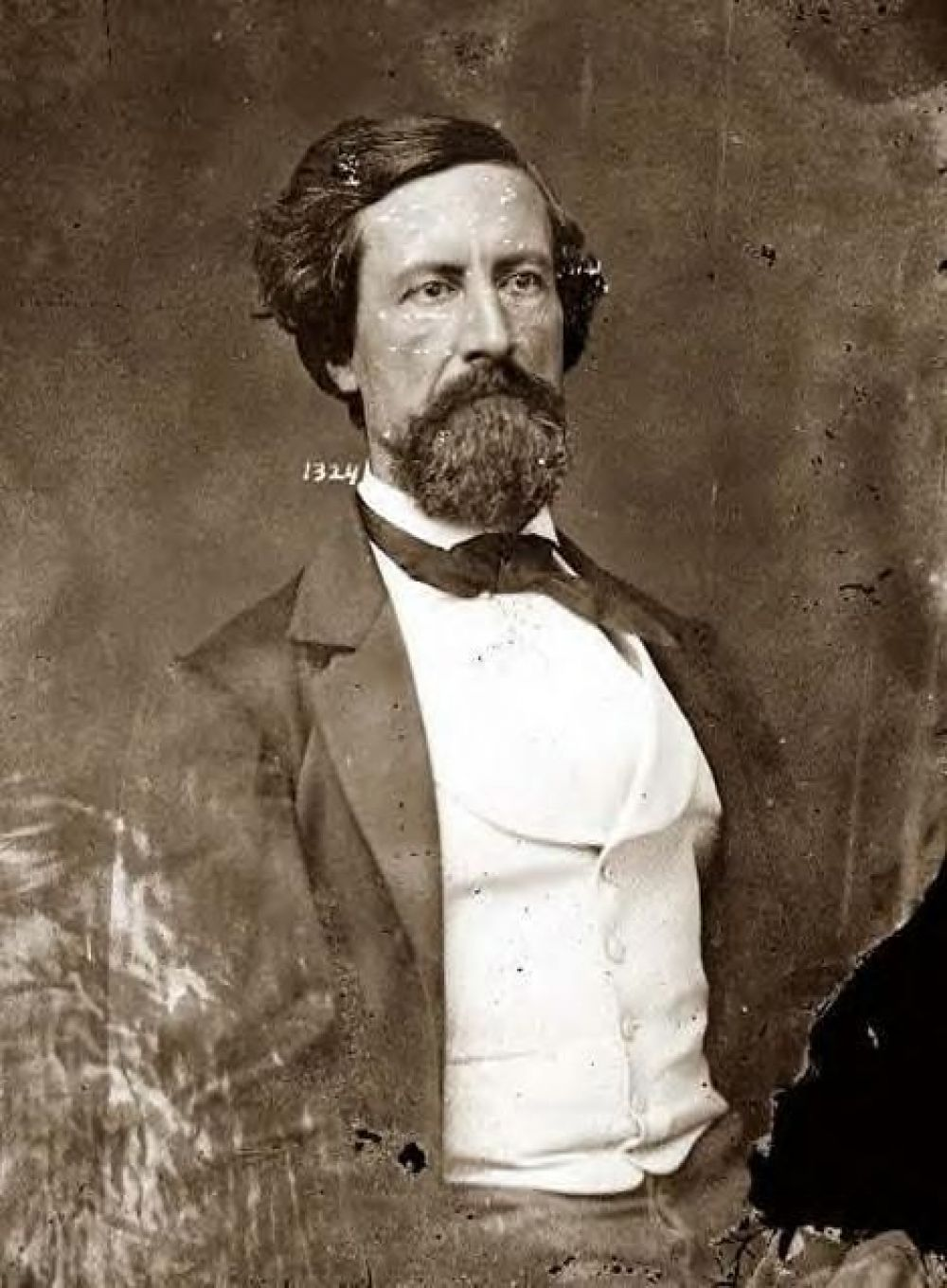
John C. Pemberton

Dél-Karolina partvidékét egymás mögött elhelyezkedő, több sorban elhelyezkedő szigeteknek nevezett mocsaras árterekből állt, melyeket a tengerrel összeérő vízforrások, folyók határolnak. Charleston városa a Charlestoni-öböllel a szárazföld belsejébe benyúló vízfelület mögött, szilárd talajra épült, olyanra, amely a karolinai partvidéken kevés található. Ezt az öblöt számos ágyúállás védte a tenger felől érkező támadásoktól. Ezért az 1861 novemberi sikeres port royal-i támadás után felmerült, hogy a kialakított támaszpont kiindulóhelyként szolgálhat a Charleston elleni támadáshoz. A város fontosságát legjobban Robert E. Lee tábornagy foglalta össze, miután az az Uniós erők láthatóan az Anakonda-terv mentén haladtak előre a háború menetében. Lee szavai szerint: „Charleston elvesztése szinte teljesen elvágna minket a világtól, miután szinte egyetlen megmaradt csatornánk amely a világ maradék részével összeköt, és amelyen keresztül készleteket szerezhetünk külföldről”. Lee-t 1862. március 2-án leváltották a Dél-Karolina, Georgia és Kelet-Florida hivatal éléről és visszahívták Richmondba. Utóda John C. Pemberton vezérőrnagy lett. Pemberton személyesen megvizsgálta a rendelkezésére álló hat üteget a Cole-szigeten, mellyel a Stono-folyó torkolatát védték. Pemberton arra a következtetésre jutott, hogy egy uniós támadás ezeket könnyen elvághatja a szárazföldi konföderációs erőktől. Ezért elrendelte, hogy telepítsék át őket a védhetőbb James-szigetre. Az utasítást Francis W. Pickens kormányzó, Roswell S. Ripley dandártábornok, a 2. katonai körzet parancsnoka és Johnson Hagood ezredes, a Cole-szigeti helyőrség parancsnokának ellenkezése dacára végrehajtották. Csak a 24. dél-karolinai ezred maradt a Cole-szigeten Ellison Capers alezredes parancsnoksága alatt. Ők továbbra is a különböző partraszállási akciók és a vontatóhajók forgalmának megakadályozásán ügyködtek. Brist százados jlt századnyi Palmetto Guarddal a Battery-szigeten (Üteg-sziget) maradt hasonló feladattal.
Charleston védelmében Pemberton sáncok és helyőrségek kialakítását rendelte ela James- és a Morris-szigeten. Május közepe felé States Rights Gist, a Charlestoni partvédelem parancsnoka kiürítette a civil lakosság számára a James-szigetet. Az árkokból és ágyúállásokból kialakított védvonal a Mellishan-háznál kezdődött a keleti parton és a Royal-háznál levő Stono-partokon fejeződött be. Ezután a folyópart mentén a Wapoo-patak torkolatánál egy földerőd, a Pemberton-erőd állt, aminek ágyúi vigyázták a keleti vízi megközelítési útvonalakat. Délre a Torony-üteg nyújtott védelmet, a Charlestoni-öböl bejárata irányában pedig a Johnson-erőd tartotta távol az uniós hajókat a kikötőtől. A konföderációs vélemi erőt több egység alkotta. A 24. dél-karolinai ezred katonái Clement H. Stevens ezredes, a Charleston-zászlóalj, másnéven 1. dél-karolinai zászlóalj Peter C. Gaillard alezredes, a Dél-Karolinai Tüzérség 2. zászlóalja Thomas G. Lamar ezredes, a Eutaw zászlóalj Simonton alezredes, a Palmetto zászlóalj E. B. White őrnagy, a Dél-Karolinai Tüzérség 2. zászlóalja J. W. Brown őrnagy, és a Dél-Karoliniai Lovasság 3. zászlóaljából a D század és a Macbeth könnyű tüzérség kapott szerepet ebben a feladatkörben. Később csatlakozott hozzájuk a John McEnery alezredes vezette 4. louisianai gyalogzászlóalj és az Alexander D. Smith alezredes vezetése alatt álló Pee Dee, vagy másnéven 9. dél-karolinai zászlóalj, a 47. georgiai önkéntes gyalogezred és a 22. dél-karolinai gyalogezred.
A Secessionville település közelében levő balszárny egy kis félszigeten épült. Secessionville maga nem volt jelentős település, hanem jórészt csak a James-szigeti ültetvényesek nyári házai alkották. A Folly-folyó egyik ágának mentén építettek egy toronynak nevezett földerődöt, mely fölött egy megfigyelő magaslatot ácsoltak fából. Lewis Hatch ezredes a félsziget legkeskenyebb pontját választotta az erődnek, mely így 115 méter áthidalásával lezárta a további utat. A sánc védelmét erősítette a 750 fős 2. dél-karolinai tüzérezred helyőrsége Thomas G. Lamar ezredes parancsnoksága alatt. A sánc egy óriási M betűt formázott, melynek a szárai a mocsaras parton húzódtak. Kilenc ágyú védte a sáncot, a középső ezek közül egy Columbiad gyártmányú nehézlöveg volt. Ennek kétoldalán egy-egy 24 fontos huzagolt csövű löveg állt, majd egy 24 fontos simacsövű ágyú egy 18 fontos ágyú következett. A Torony-ütegtől északkeletre egy második sáncot is kialakítottak, ez volt a Reid-üteg, melyet további két 24 fontos ágyú elsáncolásával hoztak létre. Május végére a Torony-üteget akut munkaerő-problémák miatt még nem fejezték be, ezért az ágyúállás teljes személyzete megfeszített erővel építkezett. A Torony-üteget a víz felől a 2. számú ágyúnaszád védte, melyet a Folly-folyón horgonyoztak le és 8 hüvelykes ágyúkkal volt felfegyverkezve. A 2. számú ágyúnaszád parancsnoka Philip Porcher hadnagy volt.

### Az Unió offenzív felkészülése

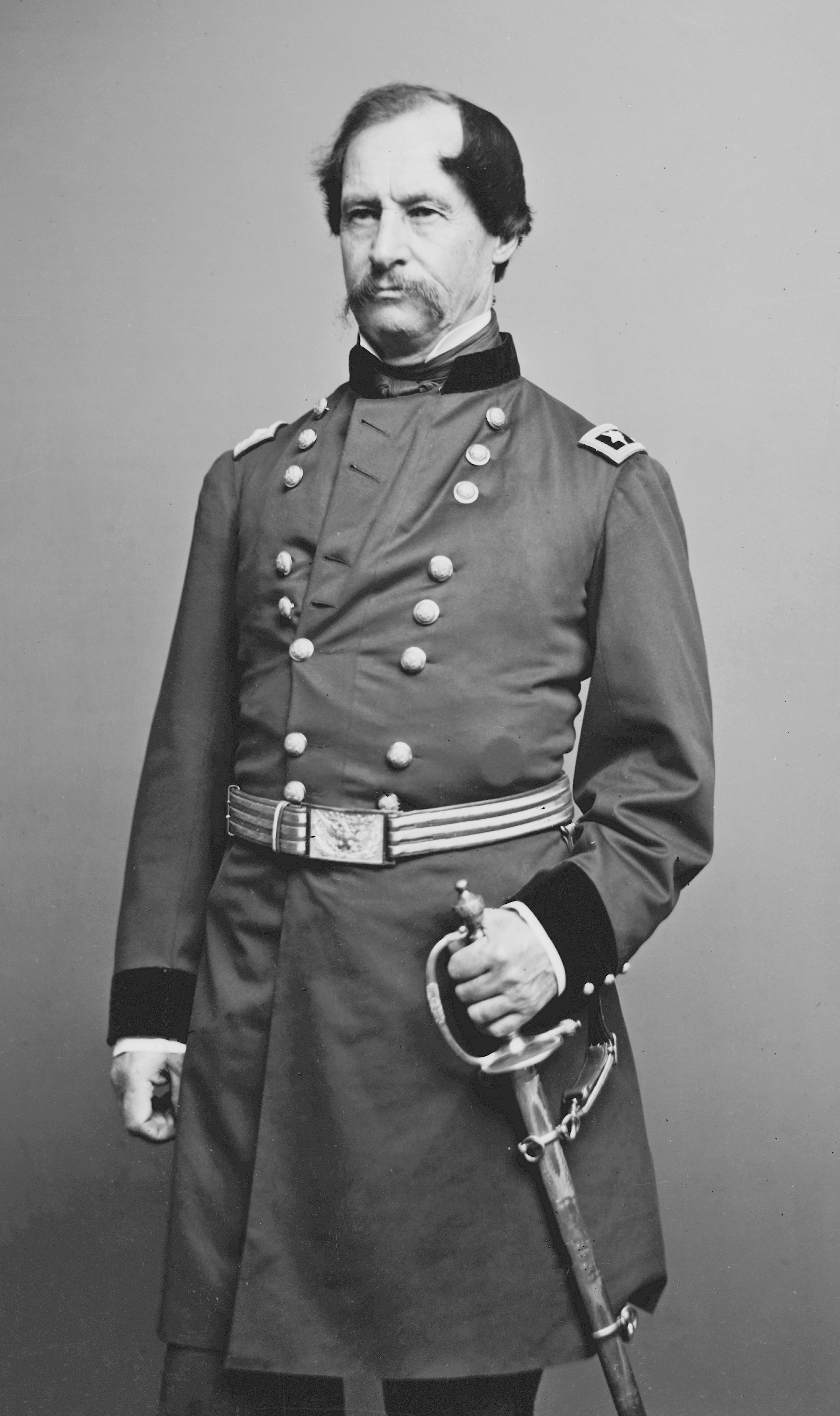
David Hunter

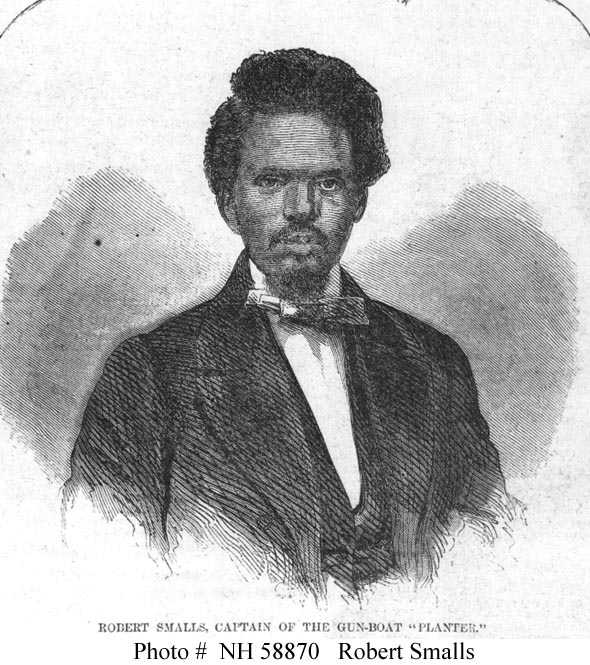
Robert Smalls

1862 elején Thomas W. Sherman dandártábornok, a Dél Adminisztrációs hivatal parancsnoka megkérte Quincy Gillmore mérnök századost hogy tervezzen különböző műveleteket Charleston elfogalásának céljával. Gillmore két verziót vázolt fel. Az első célja a Sumter-erőd bevétele volt, amihez szükséges volt a Sullivan- és a Morris-szigeten partraszállás és ott tüzérségi üteg létrehozása. Ezekkel az ütegekkel fogták volna kereszttűzbe Sumtert, majd az erőd elfoglalása utána tengerészet behatol a kikötőkbe és megadásra bírja a várost. A második verzió szerint szárazföldről indított támadással kell a várost térdre kényszeríteni. Ehhez először a várostól délre fekvő James-szigetet déli részén kell partraszállást végrehajtani, átkelni rajta és az északi part közelében ostromfegyvereket felállítani, melyek a várost és a kikötőt tűz alatt tarthatják és kikényszeríthetik a megadását.
1862 márciusában Shermant a Dél Adminisztrációs Hivatal élén David Hunter vezérőrnagy váltotta fel, aki előzőleg a Nyugati Adminisztrációs hivatalt vezette. Samuel Du Pont tengernagy továbbra is a Dél-Atlanti Blockádcsoport parancsnoka maradt.
1862. május 13-án egy fekete rabszolga, Robert Smalls kormányos megszökött a Planter nevű gőzössel, amire éppen akkor helyeztek el négy ágyút a Charlestoni Hajójavító Műhelyben. Smalls kihasználta, hogy a fehér tisztek a parton töltötték az időt és a fekete legénységgel elkötötték a hajót. Öt konföderációs erőd mellett haladtak el teljes békességben, majd elérték a kikötőn kívül cirkáló Uniós blokádot képező hajókat és megadták magukat nekik. Az Unió kiváló információkat szerzett Smallstól, többek közt arról, hogy a lázadó erők kiürítették a Cole és a Batter-szigetet, melyek most teljesen védtelenül állnak. Ezáltal lehetséges felhajózni a Stono-folyón és közvetlenül a James-szigeten partraszállni, majd megtámadni Charlestont.
Isaac I. Stevens dandártábornok hadosztálya pedig partraszállt a Battery-szigeten és beásta magát, hogy az ellenséges naszádtámadásoktól védve legyen. Június 9-e reggelén Horatio Wright dandártábornok hadosztálya lábon átkelt az Edisto-szigetről a Seabrook-szigetre, majd a Johns-szigeten Legareville településén keresztül elérték a James-szigetet és partra szálltak a Grimball-ültetvény közelében. A két hadosztály egyesített irányítása Henry W. Benham dandártábornok kezében futott össze.

## Előzetes összecsapások

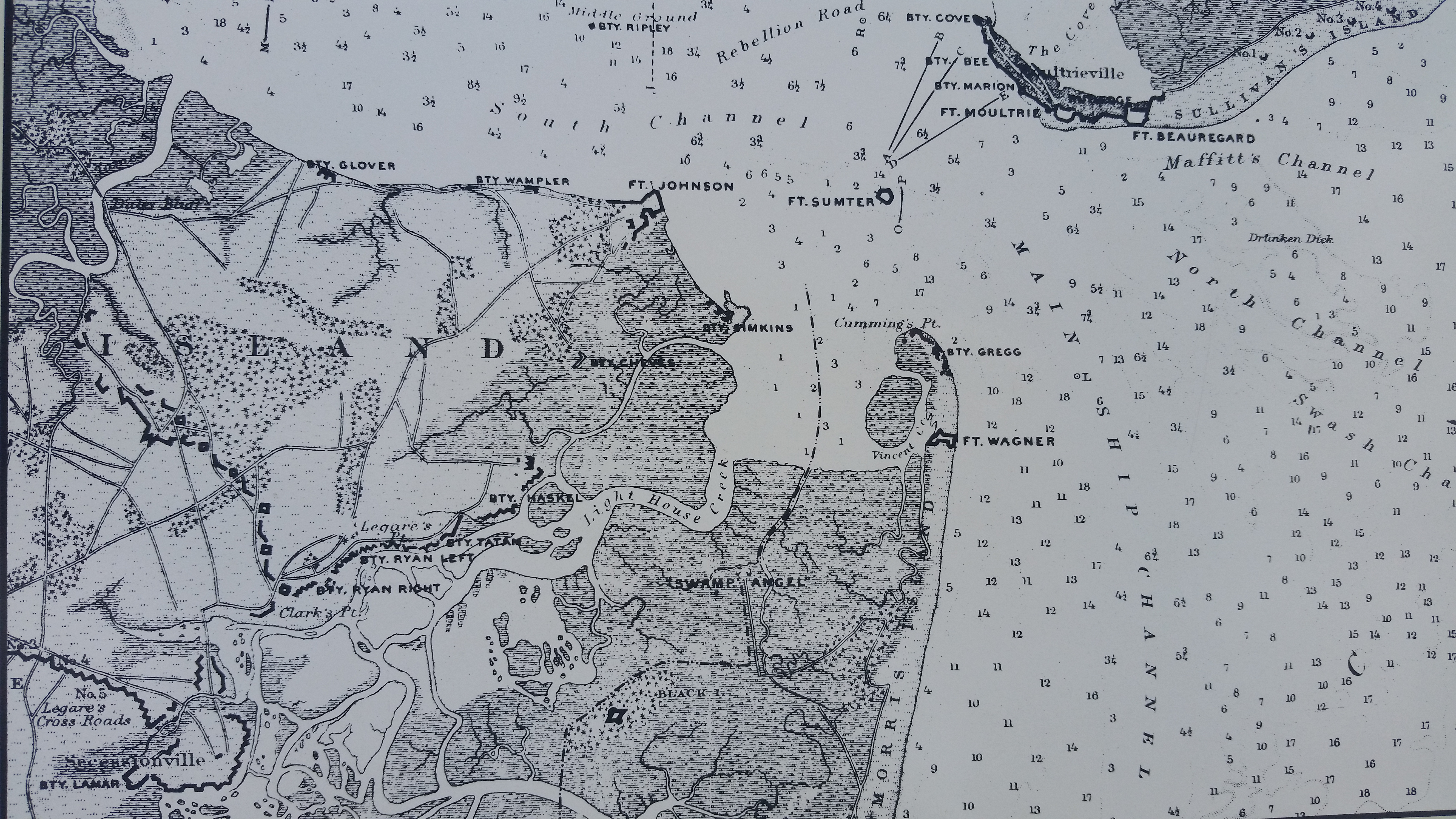
A Fort Sumter Nemzeti Emlékmű marker Charlestoni-öböl védművei között mutatja a bal alsó sarokban Secessionville-t.

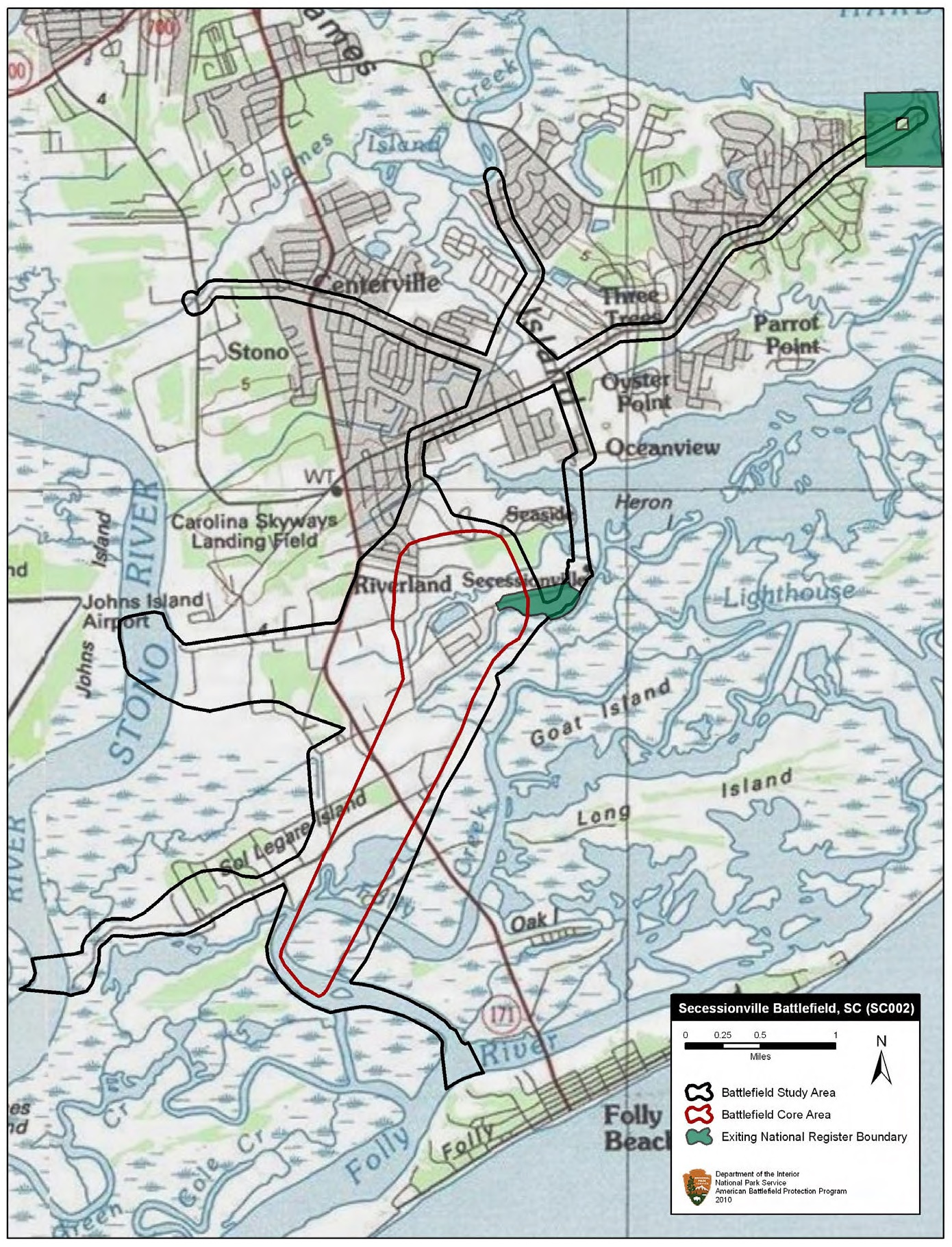
A secessionville-i harctér magja és az Amerikai Csatatérmegóvási Program működési területe ma.

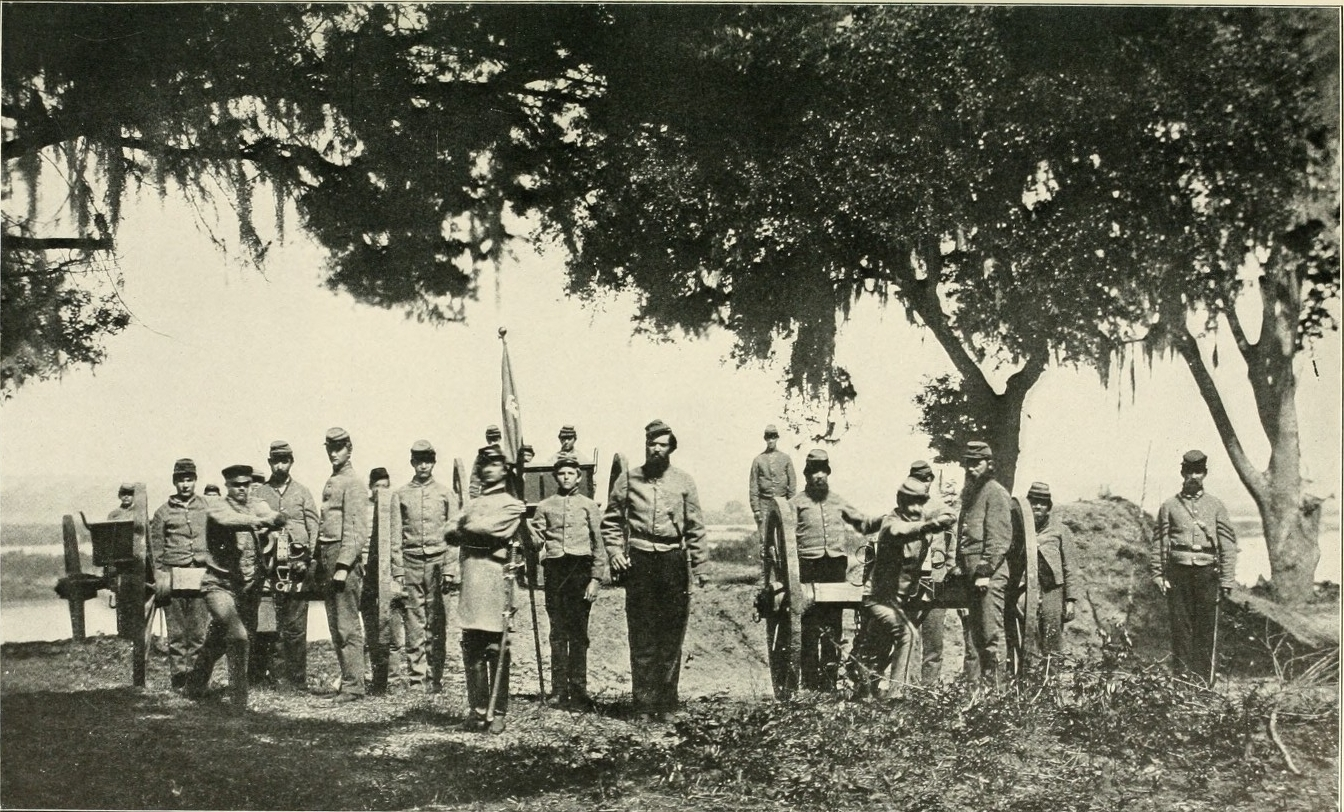
Könföderációs tüzérség a Charlestoni-öbölben, valószínűleg a Palmetto-üteghez rendelt charleston Light Artillery ezredének I százada. A katonák a Stono-folyó melletti Pemberton-erőd előtt gyakorlatoznak. A karba font kézzel álló ember J. R. Bowden százados.

Hunter általában lassan reagált, de ebben az esetben azonnal elhatározta a lehetőség kihasználását.
Május 17-én északi uszályok hatoltak be a Stono-folyó torkolátába, hogy mélységmérést eszközöljenek. A déliek puskatüzétől az egyik visszafordult a Goat-sziget (Kecske-sziget) alól. Két nappal később számos ágyúnaszád kísérelte meg az áthajózást ugyanott, de miután az egyikük zátonyra futott, a többi feladta a próbálkozást. Május 20-án három északi naszád kerülte meg a homokpadokat és hajózott fel a Stono-folyón. Kettő járőrözni kezdett a Stono-folyón és mindenre tüzet nyitottak, ami a part közelébe ment. Egyikük lehorgonyzott a Cole-sziget mellett.A déliek Capers alezredes és Brist százados különítményét visszavonták a James-szigetre. Május 21-én egy északi partraszálló csapat a Battery-szigeten foglyokat ejtettek a 24. dél-karolinai ezred járőrei közül.
Május végére Hunter hatra növelte a naszádok számát és két személyszállító uszályt szereztek a katonák mozgatására. Május 25-én eldördülek az első ágyúlővések a Stono-folyón. Egy északi naszád és Frank Bonneau irányítása alatt álló déli úszó üteg bocsátkozott egymással a tüzérségi párbajba. Május 31-én az északi csapatok több gránátot lőttek a 24. dél-karolina táborának közelébe, mikor a Stono-folyó irányából Secessionville-ültetvény felé haladtak. Június 2-ra 20 hajójuk volt a Stono-öbölben, A Folly-folyón felhajózva uniós naszád lőtte Chichester százados tüzérségi ütegét a Legare Pointon, Worley százados ütegét a Secessionville-ültetvény közelében, az ültetvényt magát és végül Gist tábornok főhadiszállását a James-szigeten. A 2. számú ágyúnaszád viszonozta a tüzet és egy óráig csatároztak, mielőtt az északi naszád visszavonult. Ugyanezen a napon Isaac I. Stevens dandártábornok hadosztálya partraszállt a Battery-szigeten és beásta magát, hogy az ellenséges naszádtámadásoktól védve legyen.
Június 3-án kora reggel a 2. hadosztály 79. new yorki ezred alakulata Elliott őrnagy irányításával parancsot kapott, hogy hatoljon be a James-szigetre és végezzen felderítést. Elliott a Sol Legare-szigetről a James-szigetre vezető út felé indult és elérte a Rivers-farmot. Előző éjjel Chichester százados kivonás alatt álló lövegeiből három 24 fontos tarack elakadt a keresztút sarában. A keresztút túlsó felén Lynch hadnagy charlestoni katonáinak százada és White százados a Beauregard könnyűütegtől. A déliek ellenállása visszaűzte az északiakat a Rivers-házba. Capers alezredes érkezett a segítségükre Secessionville felől négy századni gyalogossal a 24. dél-karolinától, jelentette az esetet az elöljárójának. Alakulatát visszavezényelték a gáthoz azzal a feladattal, hogy nyomja vissza az északiakat és húzza ki a leragadt lövegeket a mocsár sarából. Lynch és White alakulataival együtt Capers előrehatolt a Sol Legare-szigeten. A Legard-ültetvényen találkozóharc alakult ki a két fél között. Elliott katonái a feketék bungalói között kerestek menedéket a golyók elől. Peter C. Gaillard alezredes három századnyi katonák hozott a zászlóaljából Capers támogatására és egy századnyi 24. dél-karolinai is bekapcsolódott a harcba. Ez végleg kiűzte Elliott különítményét az ültetvényről. A 100. pennsylvania ezred 22 katonája fedezte a visszavonulásukat. Ezeket körbevették és James H. Cline századossal együtt foglyul ejtették. A csatározás méretét öltő összecsapásban az unió 17 sebesültet veszített, akik közül egy később belehalt a sebeibe. Gaillard hadsegéde, Henry Walker hadnagy is súlyos sebet kapott, őt viszont az északiak ejtették foglyul. A szövetségi naszádokról azonban az uniós katonákat visszszállították a James-szigetre, ahol sikeresen zsákmányul ejtették Chichester három lövegéből kettőt. Az előrehatolásukat csak Lamar ezredes és Worley százados ütegének tüze állította meg, illetve William Preston százados könnyűütegének szakasza.
Június 4-én a fő konföderációs erő visszavonult a James-sziget déli partjáról a fő védelmi vonalba. Szövetségi naszádok bombázták ellenben Sessionville-t. Június 6-án a James-szigeti presbiteriánus kápolna mellett csatároztak az északi járőrök a 24. dél-karolinaiakkal. Június 7-én 1. dél-karoliniai lovasezred és egy északi járőr keveredett harcba egymással. Egy nappal később a 46. new yorki ezred különítménye Morrow ezredes parancsnoksága alatt felderítést végzett a Grimball-ültetvénytől Secessionville-ig vezető út mentén. A különítmény két halottat és öt sebesültet veszített a presbiteriánus kápolna mellett. Stevens tábornok is felderítésre indult a Torony-üteg irányában a 3. new hampshire-i ezreddel és egy lovaskülönítménnyel. Négy déli foglyot ejtettek és 60-70 méterre megközelítették az üteg előtt ásott lövészárkot, majd tüzet nyitottak rájuk az ágyúkból és az úszó ütegből.
Június 9-e reggelén Horatio Wright dandártábornok hadosztálya lábon átkelt az Edisto-szigetről a Seabrook-szigetre, majd a Johns-szigeten Legareville településén keresztül elérték a James-szigetet és partra szálltak a Grimball-ültetvény közelében. A két hadosztály egyesített irányítása Henry W. Benham dandártábornok kezében futott össze.
Június 10-én John C. Pemberton vezérőrnagy a 2. katonai körzet védelmére rendelte az 1. dél-karolinai lövészezredet és a 4. louisianai zászlóaljat Johnson Hagood parancsnoksága alatt. Ezeket Gilbert W. M. Williams ezredes 47. georgiai önkéntes ezrede támogatta a Grimball ültetvényen. Pemberton szándéka az volt, hogy egy konföderációs üteget hozzon létre, ami majd lőtte volna a az uniós hajókat. Június 10-én hajnali 4:30-kor a 47. georgiai ezred megtámadta az uniós előörsöt a Grimball-ültetvényen. Az ellenállás azonban nagyobbnak bizonyult annál, mintsem gondolták. Az 1. hadosztályba tartozó katonák 5. század 97. pennsylvaniai ezredbe tartozó, két századnyi 45. pennsylvaniai ezredbe tartozó, két századnyi 47. new yorki ezredbeli katonával és a 3. US tüzérezred négy ágyújával ütköztek meg.  Az uniósok hatásos védelmet építettek ki, a szövetségi naszádok pedig az emberek feje fölött lőttek, úgyhogy a próbálkozást visszaverték. Az uniós oldalon 4 halottat és 18 sebesültet veszítettek, mígy a konföderációsok 14 halottat és 6 sebesültet hagytak a mezőn, akik közül ketten később meghaltak.

## Az ütközet
| Uniós hadosztályparancsnokok |
| --- |

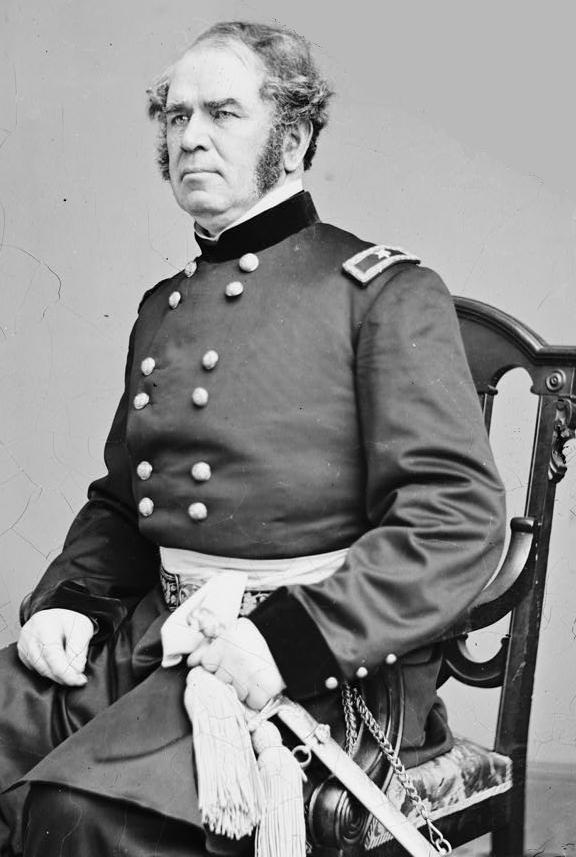
Henry Washington Benham dandártábornok, aki nem tartotta be a parancsát.

| - Horatio G. Wright dandártábornok, USA - Isaac I. Stevens dandártábornok, USA - Robert Williams ezredes, független dandárparancsok, USA |

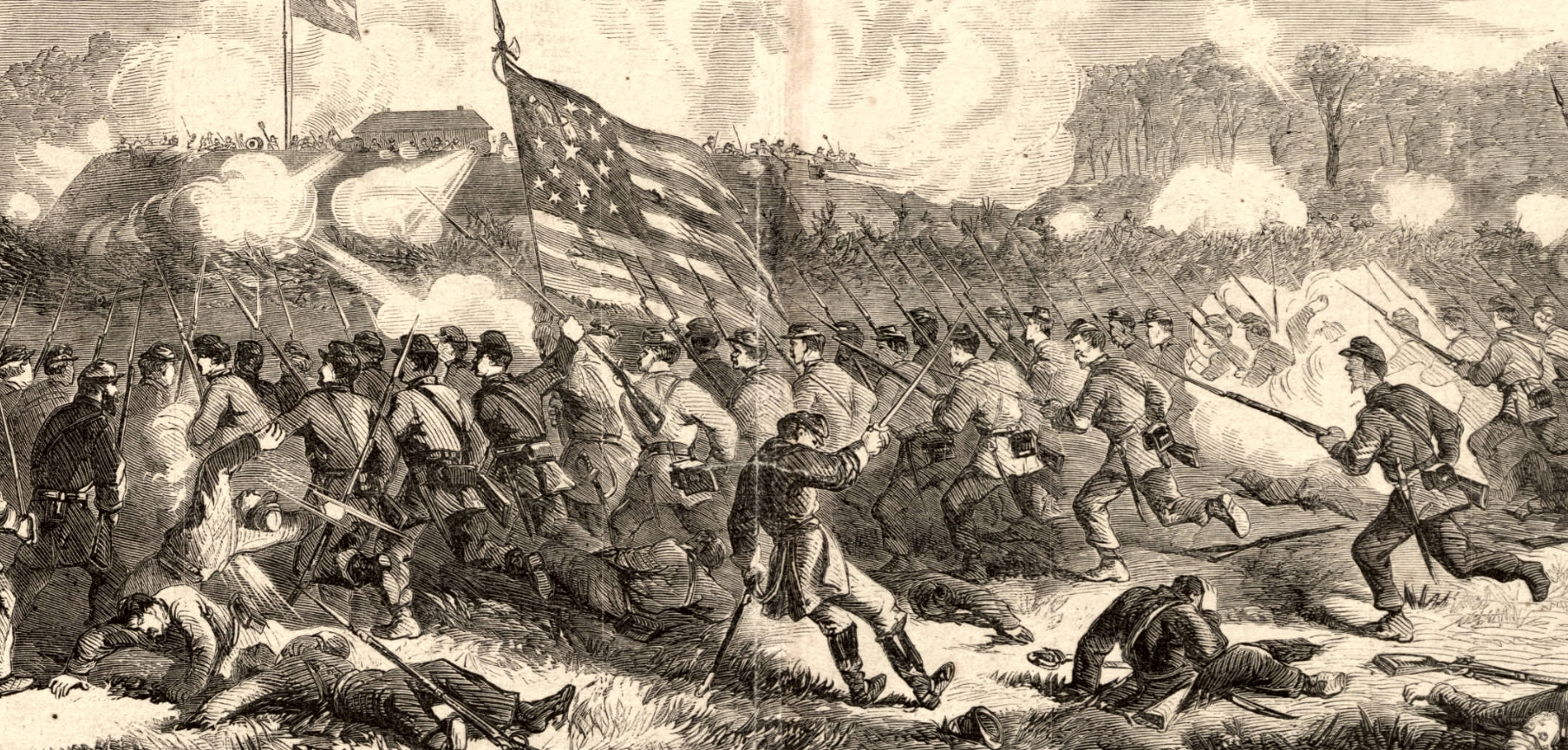
Az uniós csapatok Stevens tábornok vezényelte szuronyrohama Secessionville-nél.

1862. június 11-én David Hunter visszament a Hilton Head-szigetre, hogy a látogatóba érkezett feleségével találkozzon. Benhamet bízta meg a műveletek általános felügyeletével azzal az utasítással ellátva, hogy további erősítések beérkeztéig semmiféle támadást ne hajtson végre. Benham azonban három nap parancsnokság után oda lyukadt ki, hogy ezzel teljesen szembemenve támadást intézzen a déli állások ellen. 
Június 14-15-én az unió naszádjai Secessionville-t bombázták, majd a Legare Point-i üteget. Lamar ezredes viszonozta a tüzet. Június 15-re a déliek nagyságrendileg hasonló mennyiségű katonát vittek a James-szigetre, mert megérkezett „Shanks” Evans dandártábornok, akit egy nappal korábban kineveztek a sziget parancsnokának.  A főerőket az eddigre kiépített fő védelmi vonalban vonták össze valamint közvetlenül mögötte. Johnson Hagood ezredest és különítményét előreküldték, hogy figyelje a főirányhoz vezető utakat, kivéve a Torony-üteget, amelynek saját megfigyelőtornya volt.
Benham megállapította, hogy a Torony-üteg építési munkálatai még nem fejeződtek be és itt a lehetőség a fellépésre, úgyhogy június 15-én összehívta a vezető tiszteket és eléjük tárta a secessionville-i művelet tervét. Isaac I. Stevens dandártábornok azon az alapon ellenezte, hogy a támadás átfogó harcot váltana ki, amit Hunter nem hagyott jóvá. Stevens álláspontját Horatio G. Wright dandártábornok és Robert Williams ezredes is támogatta, de ez sem rettentette el Benhamet és elindította a műveletet.
A terv szerint két oszlopban kellett felvonulni a Torony-üteg ellen. A jobb oszlop Stevens 2. hadosztályának egységeiből állt és éjszaka kellett csendben felfejlődniük a déliek vonala előtt, majd a hajnal első sugarainál támadni. A bal oszlop Wright 1. hadosztályával és Williams dandárjával hajnali három órakor hagyja el a Grimball-ültetvényen levő tábort és a támadó oszlop bal szárnyát és hátát fogja fedezni. Benham többé-kevésbé biztos volt benne, hogy a déliek a fő védelmi vonalból ellentámadást fognak megkísérelni, ezért a fedező oszlop számára megtiltotta, hogy a támadó oszlop kudarca esetén megismételje a támadást. Az ő szerepük a tervezett ellentámadás elhárítására szorítkozott.
Az ellenséges erők mozgásából Lamar ezredes arra következtetett, hogy a Torony-üteget vagy június 15-én éjjel, vagy másnap hajnalban meg fogják támadni. Az 1. és 9. dél-karolinai zászlóalja az üteg mögött tartózkodott, illetve másfél kilométerrel előtte, a Rivers-farmon helyezkedett el megfigyelőként. Az üteg helyőrsége teljesen kifáradt az előző napon elvégeztt földmunkákban. Körülbelül éjjel 1 órakor a 22. dél-karolinai ezred 100 emberét Evans dandártábornok a helyőrség megsegítésére küldte és Joshua Jamison százados vezérletével a fő védelmi vonalból megérkezett az üteghez. A fő védelmi vonalat a 24. dél-karolinai ezred hét százada erősítette meg. Mellettük még hat századnyi katona szolgált az 1. dél-karolinai ezredből, egy század a 47. georgiai ezredből Stevens ezredes irányítása alatt.
Isaac I. Stevens dandártábornok 2. hadosztálya éjjel 2 órára menetoszlopba formálódott. Fél négyre csendben elérte a támadás indulóvonalát, amire elkezdtek felfejlődni. Ugyanezen indő alatt a fedezőoszlop elindult a táborból és másfél kilométert megtéve az erdőben fogott alakulásba. Benham ezt az oszlopot kísérte és így közvetlen parancsnokságot látott el a műveletben részt vevő három dandár fölött. Wright dandártábornok kizárólag az 1. hadosztály csapatait irányította. Hajnali 4 órakor még mindig elég sötét volt és az időjárás felhői miatt még sötétebb az átlagosnál. A támadóoszlop nekilendült és vezető századaira tüzelni kezdett az előretolt őrség, de a déliek közül a hadnagyot és három közlegényt foglyul ejtettek. Az elővéd gyorsan átvágott másfél kilométernyi gyapotföldön. Eközben a konföderációs katonák a sáncok mögött értesítették Lamar ezredest. Lamar üzenetet küldött Shanks Evans tábornoknak és Gaillard és Smith zászlóaljait hívta. Lamar az üteghez érkezve 700 lépésnyiről közeledős uniós csapatokat pillantott meg, akikre tüzet vezényelt. Joshua Jamison különítménye megérkezett segíteni a védőket, a konföderációs puska- és ágyútűz hullani kezdett az uniósokra. 
Hajnali 4:30-kor az északi 8. michigani ezred bajonettet szegezve megtámadta az erődítmény keleti oldalát. Mögöttük a 7. connecticuti és a 28. massachusettsi ezred haladt. A 8. michiganbe a déliek tüze halottak ösvényét vágta muskétagolyókkal, valamint kartáccsal egy északi tiszt leírása szerint. Néhány uniós katona feljutott a sánc tetejére és lőni kezdte az ágyúkat kezelő délieket. Ekkor érkezett meg Alexander D. Smith 9. dél-karolinai zaszlóalja Secessionville-ből, éppen időben, hogy megmentse a szorongatott helyőrséget. Smith katonái a sánc bal oldalán tömörültek, míg a nem sokkal később érkező Peter C. Gaillard alezredes 1. dél-karolinai zászlóalja pedig a jobb szárnyon került bevetésre. A 7. connecticutnak eredetileg az erődítményrendszer nyugati felét kellett volna megtámadni, de William Fenton ezredes, Stevens 1. dandárjának parancsnoka a michiganiek segítségére küldte őket. Az üteg 200-300 lépésnyire való megközelítése után az ezred jobboldali fele egy korábban fel nem fedezett árkot pillantott meg, ami a védvonal közepe felé vitte őket. Ekkor összpontosított tüzet kaptak Gaillard katonáitól, melytől lelassult az előrehaladás. Hawley alezredesnek és a tiszteknek az ütegtől 130 lépésnyire sikerült felsorakoztatni a katonákat. A 28. massachusettsi ezred, amely eddig oszlopalakzatban közeledett ekkor vonalba fejlődött és Rockwell százados tüzérségének két 12 fontos tábori tarackjának, illetve egy vontcsövő ágyújának fedezőtüze alatt balról csatlakozott a 7. Connecticut vonalához. A 28. massachusetts 40 lépésnyire közelítette meg a sáncot, ahol egy nagy kidöntött fa hevert. A fa mögött a csatorna vize kéklett és sűrű aljnövényzet nőtt. Egy századnál több ember nem tudott fedezéket találni a fa mögött. Az ezred nagy része nyílt terepen szenvedett súlyos veszteségeket. Parancsnokuk, Moore alezredes utasítást adott a visszavonulásra és újraformálódásra. Ezalatt a konföderációsok kézitusában visszaverték az északiakat a sánc tetejéről, néhány esetbe farönkök rájuk gurításának segítségével. Ebben a harcban Lamar ezredes súlyos nyaksebet kapott és átadta a parancsnokságot Gaillard alezredesnek.
Sears százados utászai vezették Stevens oszlopait a megközelítéskor és eltakarították az útjukból az akadályokat. A roham előtt lehúzódtak jobbra és várták a továbbái parancsokat. Stevens 1. dandárjának kudarca után az utászok parancsot kaptak, hogy menjenek a balszárnyra és segítsék Rockwell ütegét. A tüzérek mellett harcoló utászokat szintén jelentékeny veszteségek sújtották az ellenséges ágyúk tüzétől. A 2. dandár eredetileg Wright hadosztályának támogatására lett kirendelve, de Stevens átirányította őket az 1. dandár megsegítésére. David Morrison alezredes 79. new yorki ezredét igen gyorsan Fenton támogatására küldték. Az ezred erőltetett menetben közeledett. Sikerült helyreállítaniuk a megbomlott vonalat a Torony-üteggel szemben, de a felüket olyan tűz fogadta a bal oldalon, aminek hatására természetes fedezékek mögé bújtak és csak egy kisebb rész csatlakozott a mellvéd alatt harcoló 8. michiganhez. David Leckey őrnagy 100. pennsylvaniai ezrede követte a 79. new yorkot, félig áthaladtak a nyílt terepen leragadt new yorkiak fölött, de amikor maguk is tűz alá kerültek, az ezred középen kettéesett. A jobb oldal századai csatlakoztak a 79. new york támadásához és elvergődtek a sáncig, míg a baloldali századok elhevertek az üteg előtt. Rudolph Rosa ezredes 46. new yorki ezrede felsorakozott, aztán egy ideig nem kapott parancsot, így tétlenül nézelődött. A támadási parancsra 300 lépésnyire megközelítették az üteget, de ott a 28. massachusetts és a 7. connecticut visszavonuló elemei egy részüket magukkal rántották. Az erősítésekkel a jobbszárny északi katonái ismét megkísérlték kézitusában a sánc elfoglalását. Gaillard alezredes is megsebesült a harcban, így átadta a parancsoknágot Wagner őrnagynak. Majd a konföderációs ágyúk srapnelt kezdtek lőni és a 46. new yorki ezred darabokra esett, úgyhogy visszavonulási parancsot kapott. A roham megint kudarcot vallott. Ezzel Stevens 2. dandárja is kimerítette lehetőségeit és parancsnoka, Daniel Leisure ezredes általános visszavonulást parancsolt. Isaac Stevens dandártábornok pedig az 1. dandár ezredeit küldte vissza az indulási körzetbe. A támadás összesen 45 percig tartott.
Stevens az egész hadosztályt hátrébb vonta és újrarendezte Rockwell tüzérségének fedezete alatt. Néhány halott bajtárs tetemét is kimentették és visszahívták a messze elöl harcoló michigani és connecticuti és pennsylvaniai katonákat. Értük Belcher hadnagy lovagolt el és továbbította a visszavonulási parancsot. Stevens az újraformálódás után ismét támadási parancsot adott és az alakulatok megindultak. A 4-500 méteres távolság felét tehették meg, amikor Benham utasítására megszakították a második támadást. A hadosztály támadását az Ellen és a Hale nevű naszádoknak kellett volna fedezni. A nadászok felhajóztak a Folly-folyón, de a Legere-pontnál elhelyezett egyetlen ágyú mindkettőjüket meghátrálásra kényszerítette. 
Williams dandárja a mocsár túlpartján szintén beleavatkozott a harba. A John H. Jackson alezredes vezette 3. new hampshire ezred a patak nyugati partján haladt előre Edwin Metcalf őrnagy 3. rhode islandi nehéztüzérségével. A 3. rhode island öt századnyi gyalogosból állt. Ez a patak választotta el a Torony-üteget a fő déli védvonaltól és mentén a Torony-üteg sánca mögé lehetett kerülni. Először a jobbszárnyi A és E századok, majd csakhamar az egész ezred lőni kezdte az üteg sáncait. A puskatűz miatt a hozzá legközelebb eső három konföderációs ágyút elhagyták a kezelői. A 4. louisianai zászlóalj John McEnery alezredes vezetésével és az 1. dél-karoliani ezred mozgásba lendült, hogy felvegye a harcot a megkerülésre indult északiakkal. McEnery katonái a New Orleans megszállását levezénylő Benjamin Butlert halálba kívánó harci kiáltással támadtak. Johnson Hagood ezredes kb. 700 fős különítménye élén észrevette, hogy a Torony-ütegtől kisebb távolságra álló két 24 fontos ágyú hallgat és elküldte Capers alezredest, hogy nézzen utána. Capers az ágyúk mellett Kitching hadnagy kis csapatnyi konföderációs katonáját találta és tüzet vezényelt nekik a háromszáz lépésnyire levő 3. new hampshire-i ezred hátába. Kitching alakulatának fogalma sem volt, hogyan kell az ágyúkat működtetni, úgyhogy Capers segítségét kérte. Capersnek gyorstalpaló tanfolyamot kellett rögtönöznie. A két ágyú tüzéhez egy még északabbra felállított üteg is csatlakozott. A konföderációs támadásban a new hampshireiek súlyos veszteséget szenvedtek és képtelennek bizonyultak a sánc mögé kerülni. A Eutaw-zászlóalj a 24. dél-karolina állította őrszemvonalhoz ment, mely az uniós csapatoktól északra helyezkedett el a Battery-szigethez vezető úttól valamivel arrébb, a sűrű aljnövényzetben. A 3. new hampshire-t körbefogták és nyugati irányba hátrálni kényszerült, míg az északra utat törni igyekvő 3. rhode island-iek hasonlóan jártak. A csatározás reggel 9 óra utánig folytatódott, mikor Benham elrendelte az általános visszavonulást. Wright 1. hadosztályának visszavonulását a 45. pennsylvaniai ezred fedezte, míg az általános kondöderációs ellentámadás veszélye elmúlt. A 2. hadosztály visszavonulását a 8. michigani ezred és a Rockwell-üteg fezedte.

## Az ütközet utáni következmények
Noha az ütközetben részt vevő katonaság létszáma nem volt jelentős, az ütközet tétje a Secessionville melletti, később Fort Lamarnak nevezett erőd birtoklása, s ezzel a kikötő hajóforgalmának ellenőrzése volt. A hajóforgalom meggátolása esetén az Unió blokádja kiterjedt volna Charlestonra is. Az Unió vesztesége 683 fő volt (ebből 107 halott), a Konföderációé 204 fő (ebből 52 halott). Az ütközet csekély fontosságúnak bizonyult a Konföderáció számára, de propagandaértékét kihasználva megpróbálták általa a nyugati hadszíntéren 1862-ben elszenvedett vereségeket és területveszteséget feledtetni, illetve a konföderációs katonák morálját helyreállítani. Az északi sajtót letaglózta a vereség. Frank Leslie Illustrated News című lapja szerint Lamarnak 8000 ember állt rendelkezésére Secessionville alatt, miközben a déliek három az egyhez arányú létszámhátrányban harcoltak. Hunter dührohamot kapott, hogy Benham megszegte utasításait. Azonnal leváltotta Benhamet és Hilton Headbe rendelte, ahol letartózatásba heylezte parancsszegésért. Benhamet hadbíróság elé állították és bűnösnek találták. 1863. január 26-án Joseph Holt, a hadsereg főügyésze úgy döntött, hogy Benham támadása jogos volt és a június 10-i utasítások nem korlátozták. Beham elnöki kegyelmet kapott, de később nem kapott semmilyen harctéri beosztást.
Az uniós csapatok vezetését Horatio Wright vette át a James-szigeten. Hunter megismételte neki, hogy „Nem kísérelhet meg Charleston felé, vagy a Johnson-erőd irányába előrehaladni amíg nagyobb erősítést és a főhadiszállásról kifejezett parancsot nem kap. Amennyiben helyzete fenntarthatatlanná válik, azonnal tegyen meg mindenféle intézkedést, hogy elhagyja a James-szigetet.” Wright megerődítette a Grimball-ültetvényen elfoglalt állásait, de pár nap után megírta Hunternek, hogy nem érti miért nem kap további parancsokat. Hilton Headbe küldött levele szerint “Azt kell mondanom, hogy őszintén nem értem a megszállás célját, amennyiben csapataink nem kapnak nagy árányú erősítést, hogy folytathassuk a támadást Charleston felé. Június 27-én Hunter elrendelte, hogy Wright ürítse ki a James-szigetet. Július 9-ig az evakuáció végbement.
Az Unió később további próbálkozásokat indított Charleston bevételére, melyek azonban a déliek fegyverletételét közvetlenül megelőző hónapokig nem vezettek eredményre.
Thomas G. Lamart Secessionville hőseként ünnepelték. Benham a három különálló rohamban megroskadt hat ezredének további veszteségeitől félt és az ütközetvesztés fontosságát csökkentendő harci felderítésnek nevezte.

## Fordítás
- Ez a szócikk részben vagy egészben  a(z)   Сражение при Сесешнвилле című orosz Wikipédia-szócikk ezen változatának fordításán alapul.  Az eredeti cikk szerkesztőit annak laptörténete sorolja fel. Ez a jelzés csupán a megfogalmazás eredetét és a szerzői jogokat jelzi, nem szolgál a cikkben szereplő információk forrásmegjelöléseként.